# PL-8

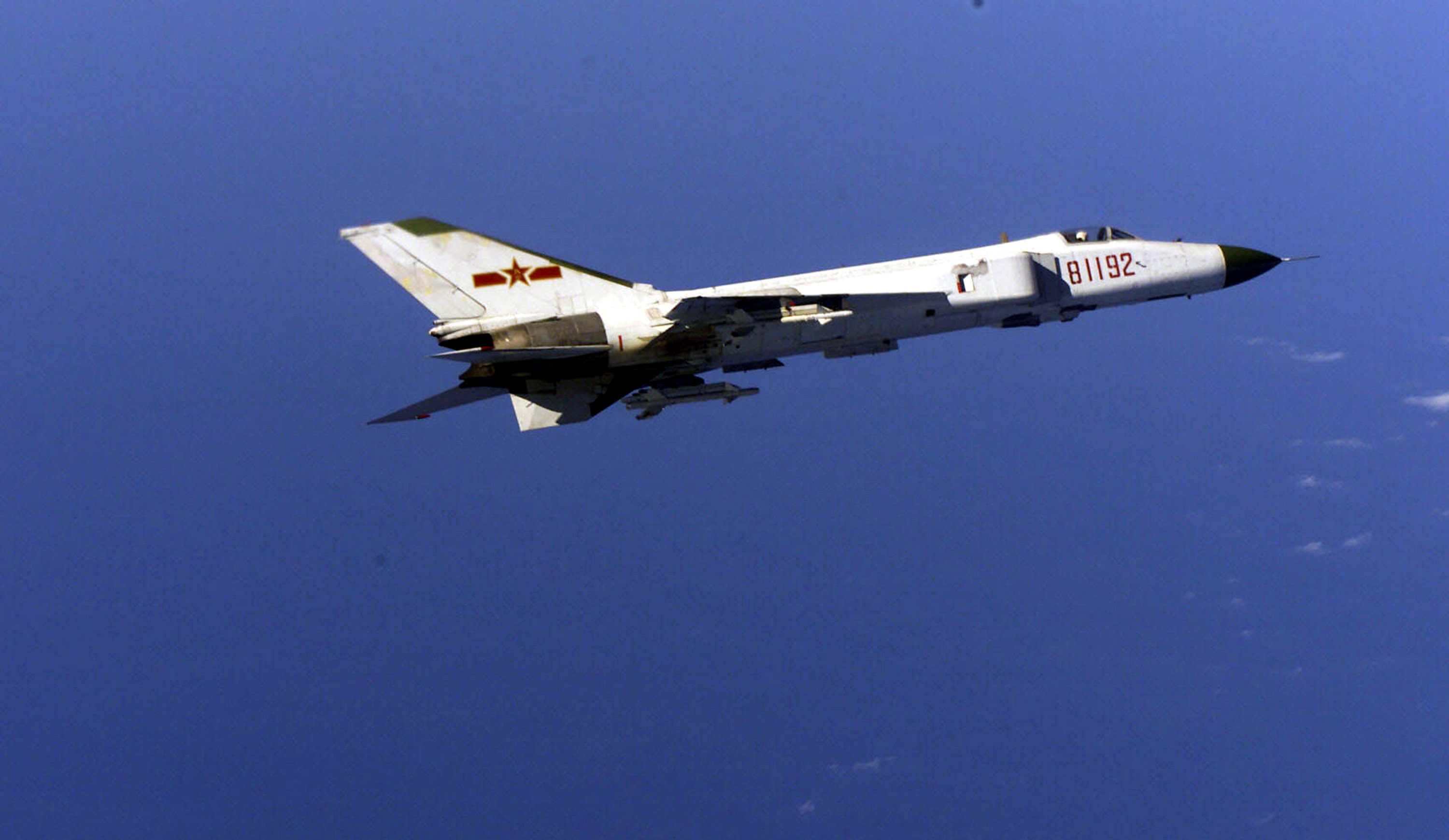
F-8 mit vier PL-8-Lenkflugkörpern

Die PL-8 ist eine chinesische Kurzstrecken-Luft-Luft-Rakete.

## Entwicklung
Bei der PL-8 handelt es sich um eine lizenzierte Kopie der israelischen Python-3-Rakete. Der Nachbau dieser Rakete begann 1983, nachdem die Luftstreitkräfte der Volksrepublik China testweise einige Python-3-Raketen abgefeuert hatten und mit ihrer Leistung zufrieden waren. Um die Produktion schnell in Gang zu bringen, lieferte Israel 1200 Komponentensätze nach China. Die daraus produzierten Raketen wurden im Jahre 1988 ausgeliefert. Im weiteren Verlauf des Programms wurde der Anteil israelischer Komponenten schrittweise reduziert, so dass China Ende der 1990er-Jahre die PL-8 völlig selbständig herstellen konnte.

## Technik
Im Vergleich zu den Vorgängermustern (PL-2, PL-5, PL-7) bietet die PL-8 einige erhebliche Verbesserungen. So ist sie die erste chinesische Rakete, die über einen „All-Aspect“-Infrarotsuchkopf verfügt. Dieser ermöglicht es, feindliche Flugzeuge aus allen Richtungen (auch von vorn) anzugreifen. Früher war es nötig, die eigene Maschine hinter die des Gegners zu bringen, damit der Infrarotsuchkopf die heißen Triebwerksauslässe des Gegners erfassen konnte. Der Sensor der PL-8 ist jedoch empfindlich genug, um auch die erwärmte Zelle selbst anvisieren zu können. Auch wurde die Hard- und Software maßgeblich verbessert, so dass die Rakete auch schwierige Ziele angreifen und auf Ausweichmanöver besser reagieren kann. Späte Versionen sollen darüber hinaus in der Lage sein, mit einem helmbasierten Zielsystem interagieren zu können. Dies ermöglicht es dem Piloten, ein Ziel zu erfassen, indem er seinen Blick auf dieses ausrichtet. Der Helm registriert die Blickrichtung des Piloten und richtet den Sensor dementsprechend aus.

## Plattformen
- Chengdu J-7
- Shenyang J-8 Finback
- Chengdu J-10 Vigorous Dragon

## Technische Daten
| Kenngröße           | Daten                           |
| ------------------- | ------------------------------- |
| Länge               | 2,99 m                          |
| Durchmesser         | 0,16 m                          |
| Spannweite          | 0,81 m                          |
| Startgewicht        | 115 kg                          |
| Geschwindigkeit     | Mach 2                          |
| Maximale Reichweite | 15 km                           |
| Minimale Reichweite | 0,5 km                          |
| Lenkung             | „All-Aspect“, Infrarot          |
| Gefechtskopf        | 10 kg HE-Frag (Näherungszünder) |
| Antrieb             | Feststoffrakete                 |
| Belastungsgrenze    | 35g                             |